# Ню-Амстердам (Нідерланди)
Ню-Амстердам (нід. Nieuw-Amsterdam, нід. вимова: [ˌniuʔɑmstərˈdɑm]) — село в нідерландській провінції Дренте. Входить до муніципалітету Еммен.
Його площа становить 13,60 км², а населення станом на 2021 рік складало 4 745 осіб.